# Роттнер, Жан
Жан Роттнер (фр. Jean Rottner; род. 28 января 1967, Мюлуз) — французский политический и государственный деятель, председатель регионального совета Гранд-Эста (2017—2022).

## Биография
Родился 28 января 1967 года в Мюлузе.
Окончил Университет Страсбург-I, в 1995 году начал работать в службе скорой медицинской помощи, с 2007 по 2009 год руководил подразделениями Службы скорой медицинской помощи (SAMU) и Управления мобильной скорой помощи и реанимации (SMUR).
Начал политическую карьеру в рядах Союза за французскую демократию. В 2002 году вступил в Союз за народное движение и стал заместителем депутата Национального собрания от 5-го округа департамента Верхний Рейн Арлетт Гросскост на случай её выбытия из парламента. В 2008 году стал первым заместителем мэра Мюлуза Жана-Мари Бокеля, в 2010 году после отставки Бокеля занял его кресло. С января 2010 года — заместитель председателя Агломерации Мюлуза и Эльзаса.
Выступал против реформы административно-территориального деления, предполагавшей укрупнение регионов и, в частности, включение его родного Эльзаса в состав нового региона — Гранд-Эст. Тем не менее, 4 января 2016 года, когда преобразования вступили в силу, был избран заместителем председателя регионального совета Гранд-Эста.
20 октября 2017 года после отставки Филиппа Ришера избран председателем регионального совета при поддержке депутатов от партий Республиканцы и Союз демократов и независимых, а также других правых (при этом получил только 96 голосов, хотя означенная коалиция насчитывала 104 депутата из 169 мест в региональном совете).
27 июня 2021 года во втором туре региональных выборов возглавляемый Роттнером правоцентристский список получил 40,3 % голосов избирателей, что обеспечило ему абсолютное большинство мест в региональном совете. 2 июля Роттнер был переизбран председателем совета — за него проголосовали 95 депутатов, за кандидата Национального объединения Лорана Жакобелли — 33 и за представительницу блока Европа Экология Зелёные-Союз левых Элиан Романи — 27.
20 декабря 2022 года Жан Роттнер неожиданно объявил о намерении уйти из политики по политическим причинам, но 30 декабря 2022 года девелоперская компания Réalités объявила о создании отделения в регионе Гранд-Эст и назначении его директором Роттнера.

## Награды
- Кавалер Ордена Почётного легиона за 21 год государственной службы (13 июля 2018)[9].